# Harnischia cultriata
Harnischia cultriata är en tvåvingeart som beskrevs av Wang 1999. Harnischia cultriata ingår i släktet Harnischia och familjen fjädermyggor. Inga underarter finns listade i Catalogue of Life.